# Тонконогие прибрежники
Тонконогие прибрежники (лат. Leptopodidae) — семейство полужесткокрылых из подотряда клопов.

## Описание
Разнообразные по форме клопы длиной до 7 мм. Глаза обычно выпуклые или расположены на бугорке. Простые глазки расположены близко друг к другу на бугорке. Хоботок короткий. Стридуляционные органы расположены на первом тергите брюшка и задних крыльях.

## Экология
По характеру питания являются хищниками и некрофагами. Обычно встречаются вдоль ручьев и других влажных местообитаниях, хотя отдельные виды (Patapius spinosus) могут обитать и в полузасушливых условиях. Представители подсемейства Leptosaldinae под корой деревьев. Вид Nasutitermes dendrophilus найден в термитниках.

## Классификация
В современной фауне 39 видов из десяти родов. Выделяют два подсемейства Leptopodinae и Leptosaldinae.

### Современные роды
- Erianotoides J.Polhemus et D.Polhemus, 1991
- Erianotus Fieber, 1861
- Lahima Linnavuori & Van Harten, 2002
- Leotichius Distant, 1904
- Leptopoides J.Polhemus et D.Polhemus, 1991
- Leptopus Latreille, 1809
- Martiniola Horváth, 1911
- Patapius Horváth, 1912
- Saldolepta Schuh et J.Polhemus, 1980
- Valleriola Distant, 1904

### Ископаемые роды
- † Archaesalepta Grimaldi & Engel, 2013
- † Cretaceomira McKellar & Engel, 2014
- † Cretaleptus Sun and Chen 2020
- † Grimaldinia Popov & Heiss, 2014
- † Leptosalda Cobben, 1971
- † Leptosaldinea Popov & Heiss, 2016
- † Palaeoleptus Poinar 2009

## Палеонтология
Древнейшие ископаемые представители обнаружены в бирманском среднемеловом янтаре (граница альбского и сеноманского ярусов) и канадском верхнемеловом янтаре (кампанский ярус).

## Распространение
Встречаются преимущественно в Старом Свете. Вид Patapius spinosus интродуцирован в Чили и США.